# Lethem
Pour les articles homonymes, voir Lethem (homonymie).
Lethem est une ville du Guyana située sur la frontière avec le Brésil. Seulement séparée de Bonfim, au Roraima, par la rivière Takutu, elle forme une agglomération urbaine transnationale de près de 15 000 personnes. C'est la capitale de la région 9 du Guyana, le Haut-Takutu-Haut-Essequibo.
Lethem possède plusieurs établissements commerciaux qui distribuent des chaussures, des vélos, des chemises et d'autres articles ; ils sont surtout fréquentés par les Brésiliens qui emportent souvent des marchandises à Manaus, Boa Vista, Pacaraima et Santa Elena de Uairén.
Le rodéo annuel du week-end de Pâques est l'événement principal de la ville.

## Géographie

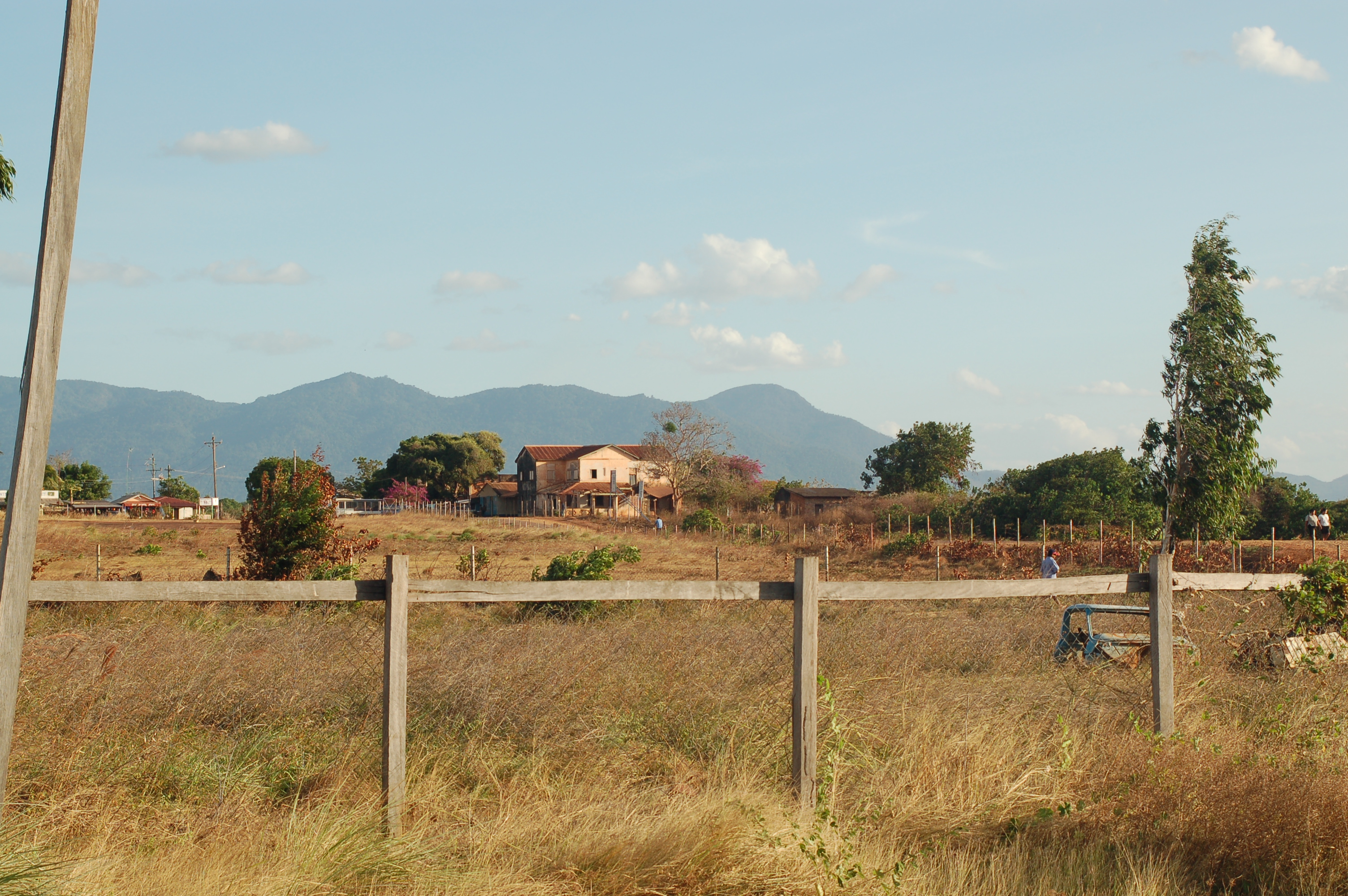
Photo d'une zone près de l'aéroport.

Elle est située sur les rives de la Rivière Takutu, qui borde le Brésil. De l'autre côté du fleuve se trouve la ville de Bonfim, dans l'État de Roraima.
Située sur le plateau des Guyanes, Lethem est une petite ville frontalière qui sert de base aux voyageurs se rendant à la fois dans la capitale Georgetown et à Boa Vista.
Elle est située à environ 100 mètres d'altitude.

## Population
En 2002, Lethem comptait 3 000 habitants, dont 40 % d'Amérindiens ; la mission de Saint-Ignatius située à proximité comptait quant à elle 1 600 personnes, dont 1 400 Amérindiens.

## Économie
Lethem est située dans une zone de savane où l'on pratique un élevage bovin extensif. La flore comprend des anacardiers des manguiers et des cocotiers. Il y a une usine de conditionnement des noix de cajou dans le quartier de Saint-Ignatius, et beaucoup de magasins de vente au détail où le dollar américain est accepté.
L'eau est souvent puisée par les particuliers, bien qu'il existe un système d'adduction d'eau. On trouve facilement de l'eau en bouteille.

## Infrastructures

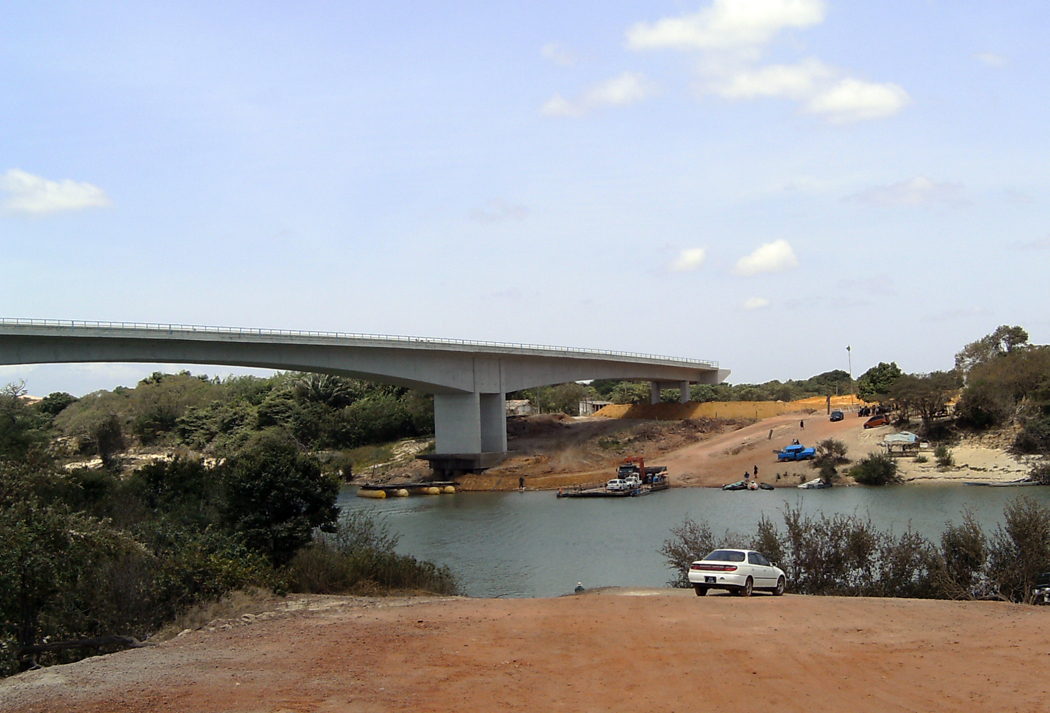
Pont sur la rivière Takutu.

L'accès Brésil-Guyana se fait par BR-401, reliant Lethem à la ville de Boa Vista, capitale de Roraima. Après la ville de Bonfim, un pont relie les deux nations.

### Infrastructures migratoires
La ville dispose d'un poste frontière, qui permet à l'immigration d'entrer légalement au Guyana.

### Documents requis pour entrer au Guyana
De plus, vous devez avoir un passeport valide, et certaines nationalités ont besoin d'un visa à l'avance, ce qui n'est pas le cas, par exemple, pour les personnes avec des passeports brésiliens et portugais. Le tampon d'entrée au Guyana n'est accordé que si vous avez le tampon de sortie Brésil dans votre passeport, même pour les personnes voyageant avec un passeport brésilien. Le timbre peut être obtenu au poste de la police fédérale sur la rive brésilienne de la rivière Takutu (ville de Bonfim).
Tous les services, brésiliens et guyaniennes, sont gratuits. La même règle s'applique pour entrer au Brésil, et les citoyens du Guyana n'ont pas non plus besoin de visa, nécessitant un certificat international de vaccination contre la fièvre jaune.

### Départ du Guyana
Il est nécessaire de tamponner la sortie dans le passeport à l'immigration guyanienne, et à l'arrivée au Brésil tamponner l'entrée à la police fédérale.[réf. nécessaire]

## Histoire
La ville porte le nom du précédent gouverneur de la Guyane britannique, Sir Gordon James Lethem, en poste en 1946 et 1947.
Dans le passé, la zone où se trouve actuellement Lethem faisait partie de ce qu'on appelait le Pirara, une région qui appartenait à l'origine au Brésil et a été annexée par l'Angleterre après un différend appelé Questão do Pirara (pt), arbitré par le roi Victor Emmanuel III en 1904.
Actuellement[Quand ?], la région à l'ouest de l'Essequibo, y compris Lethem, est revendiquée par le Venezuela, qui revendique des droits historiques sur ce qu'il appelle Guayana Esequiba.

## Transport
La ville de Lethem n'a pratiquement pas de rues pavées, la plupart inondées pendant la saison des pluies (de juin à septembre). Mais la ville est très petite, et généralement tous les déplacements peuvent se faire à pied, malgré le fort soleil. Il n'y a pas de transports publics en masse : des taxis circulent dans la ville. Les conducteurs brésiliens doivent être particulièrement prudents, car la Guyane utilise la "main anglaise". L'entrée de véhicules pour le transport de marchandises et de passagers n'est pas autorisée, car il n'y a toujours pas d'accord diplomatique à ce sujet. Les gouvernements du Brésil et de la Guyane étudient la possibilité de renverser cette situation.

### Accès au Brésil

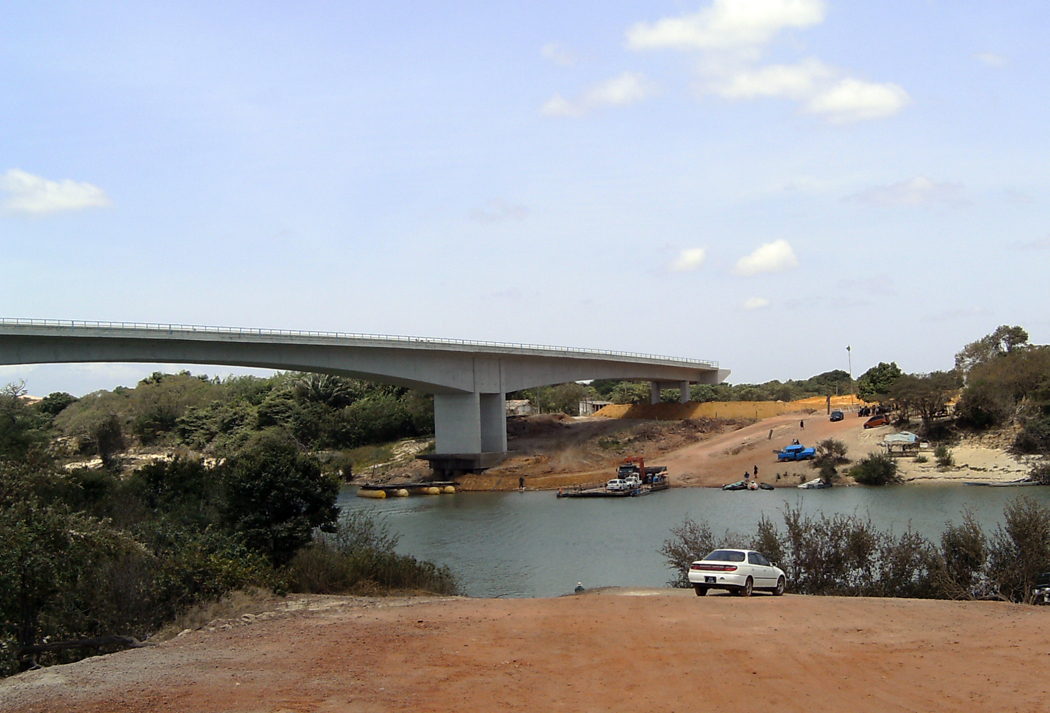
Le pont sur la Takutu en construction en 2008.

Le pont international reliant les deux pays (en) a été inauguré le 14 septembre 2009 par le président brésilien Luis Inácio Lula da Silva. Le pont est binational et mesure 230 mètres de long. Le gouvernement brésilien a investi un total de R$ 21,9 millions (financement du gouvernement fédéral).
De Bonfim, du côté brésilien de la frontière, il y a un transport vers Boa Vista. Les bus partent à quatre heures différentes, le dernier à 16h00, et prennent environ 2 heures 30.
De plus, il y a l'option de taxis collectifs, 35,00 R$ par personne et un temps de trajet de 1 heure et 15 minutes.
En quittant Boa Vista, les options sont les mêmes, toutes partant de la gare routière internationale.

### Accès à Georgetown

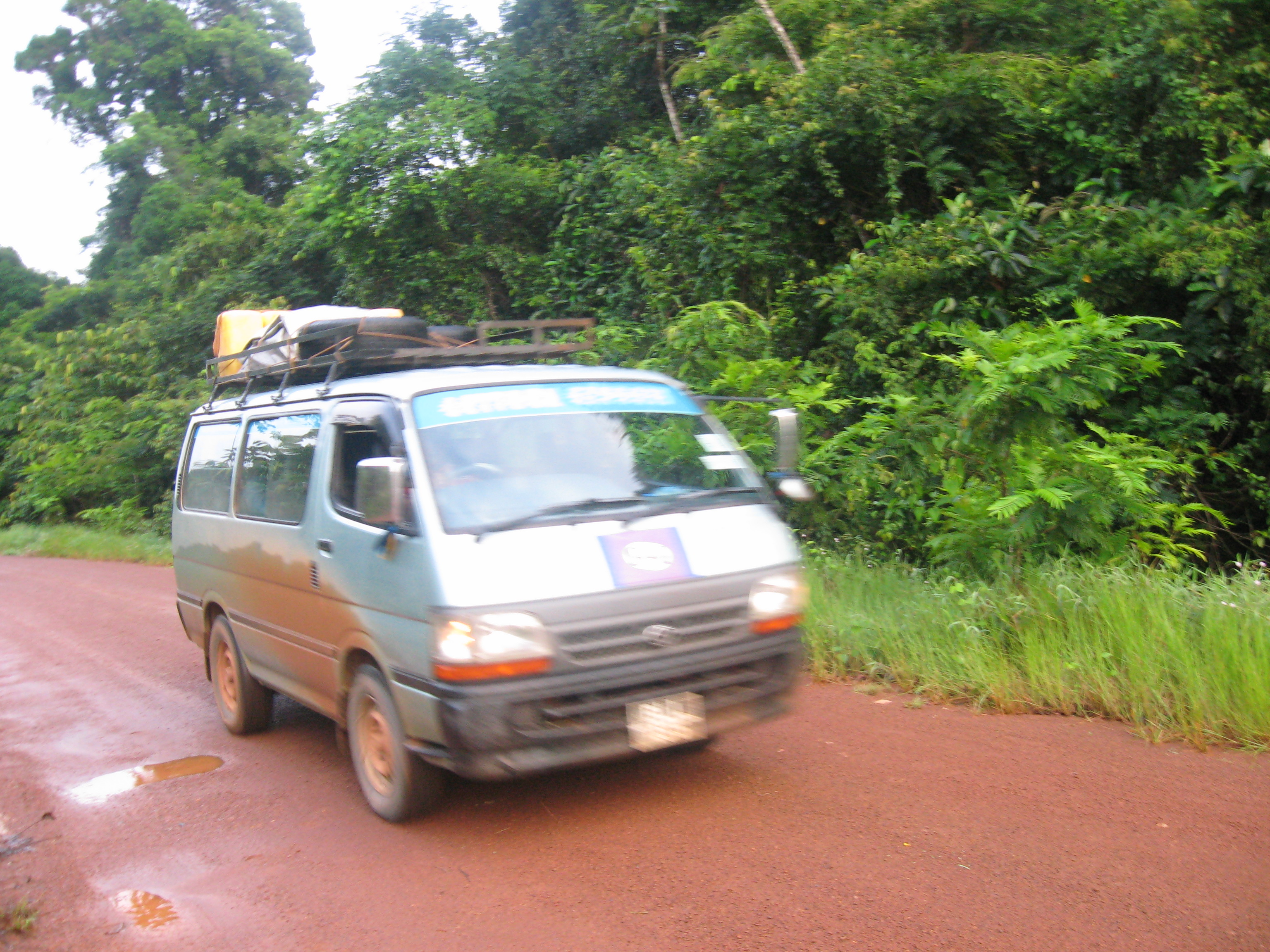
Ils se dirigent vers Georgetown.

Pour se rendre de Lethem à la capitale, Georgetown, il y a trois façons, aucune d'entre elles n'est facile :
- Aviation : les transporteurs opérant Lethem-Georgetown sont TransGuyana et Air Services pilotant Cessna Gran-Caravan. Le grand avantage est qu'ils atterrissent à l'aéroport d'Ogle, dans la ville de Georgetown, beaucoup plus proche que Cheddi Jagan, le plus grand aéroport du Guyana, qui se trouve à environ 40 km de la capitale. Suriname Airways relie Belém à Georgetown, avec des arrêts dans la capitale du Suriname, Paramaribo.

L'aéroport de Lethem (IATA Code : LTM) a une piste goudronnée et instrumentée, mais pas de feux.
La seule piste, 07/25, a l'approche de la piste 07 sur le territoire brésilien.
- Route
  - Bus : en saison des pluies, la route est presque impraticable, en particulier pour les anciens bus Intraserv qui y circulent. Malgré tout, l'entreprise maintient quatre fréquences hebdomadaires pendant cette période. Le temps de trajet est incertain, au moins 12 heures et peut aller jusqu'à 36 heures. Pendant la saison sèche (novembre à mars), les départs sont quotidiens et le temps de trajet est plus court.
  - Vans : ils partent tous les jours de l'année, étant plus rapides que le bus, plus sûrs d'accès, plus résistants mais plus inconfortables. Le billet coûte également 10 000 $ G$ au restaurant T and M.

L'avantage touristique d'aller à Georgetown par voie terrestre est de connaître tout l'intérieur du Guyana, y compris la réserve naturelle d'Iwokrama, la traversée de la rivière Essequibo et les échanges culturels qui sont produits sont fabriqués sur le chemin, même avec des Brésiliens (garimpeiros) qui vivent au Guyana depuis des années.[pas clair]

## Démographie
La population de la Guyane est variée et comprend des Amérindiens indigènes issus de 9 tribus originelles des savanes. Il y a un mélange d'héritage caribéen et africain. Peu de Blancs d'origine anglo-saxonne vivent en Guyane, et la plupart visitent les savanes ou la forêt tropicale pour des recherches scientifiques ou visitent des campagnes missionnaires chrétiennes. La langue est un créole caribéen basé sur l'anglais. Le portugais (langue portugaise) est également parlé, principalement par les Brésiliens, en plus des nombreuses langues des tribus amérindiennes.
Selon le recensement de la population de 2002, elle comptait 1 178 habitants.
Occupation de la population
| Données | Officiels | Professionnels et techniciens | Clergé | Commerce et Services | <petit>Activité agricole | <petit>Activité industrielle | Occup. élémentaires | S/D | Totale |
| ------- | --------- | ----------------------------- | ------ | -------------------- | ------------------------ | ---------------------------- | ------------------- | --- | ------ |
| Ville   | cinquante | 70                            | 32     | 151                  | 14                       | 56                           | 66                  | 294 | 1178   |